# Опухоли печени
Опухоли печени: доброкачественные и злокачественные опухоли, происходящие из тканей печени, а также метастатические опухоли печени.

## Доброкачественные опухоли печени
Доброкачественные опухоли печени подразделяются в зависимости от происхождения:
- Эпителиального происхождения:

- холангиоаденома
- цистаденома внутрипечёночных желчных протоков
- билиарный папилломатоз
- гепатоцеллюлярная аденома

- Мезенхмального происхождения:

- гемангиома печени
- лимфангиома печени
- фиброма печени
- миксома печени

- Ангиомиолипома
- Инфантильная гемангиоэндотелиома
- Опухолеподобные образования:

- мезенхимальная гамартома
- билиарная гамартома
- врождённые билиарные кисты
- фокальная узелковая гиперплазия
- компенсаторная долевая гиперплазия
- пелиоз печени

## Злокачественные опухоли печени
- Эпителиального происхождения:

- гепатоцеллюлярная карцинома (печёночно-клеточный рак)
- холангиокарцинома
- цистаденокарцинома печёночных протоков
- смешанная гепатоцеллюлярная и холангиоцеллюлярная карцинома
- гепатобластома
- недифференцированная карцинома

- Неэпителиального происхождения

- ангиосаркома печени
- недифференцированная саркома (эмбриональная саркома)
- рабдомиосаркома печени

- Смешанного происхождения

- карциносаркома
- саркома Капоши
- Рабдоидная опухоль

- Неклассифицированные опухоли
- Гемопоэтические опухоли печени
- Метастатические опухоли